# Thamesmead Town FC
Thamesmead Town FC (celým názvem: Thamesmead Town Football Club) je anglický fotbalový klub, který sídlí ve východním Londýně. Založen byl v roce 1969 pod názvem Thamesmead FC. Od sezóny 2018/19 hraje v Isthmian League South East Division (8. nejvyšší soutěž). Klubové barvy jsou zelená a bílá.
Své domácí zápasy odehrává na stadionu Princes Park (patřící Dartfordu) s kapacitou 4 100 diváků.

## Historické názvy
Zdroj: 
- 1969 – Thamesmead FC (Thamesmead Football Club)
- 1985 – Thamesmead Town FC (Thamesmead Town Football Club)

## Úspěchy v domácích pohárech
Zdroj: 
- FA Cup
  - 3. předkolo: 2016/17
- FA Trophy
  - 3. předkolo: 2011/12, 2015/16
- FA Vase
  - 5. kolo: 1995/96

## Umístění v jednotlivých sezonách
Stručný přehled
Zdroj: 
- 1986–1987: London Spartan League (Division One)
- 1987–1988: Spartan League (Division One)
- 1988–1991: Spartan League (Premier Division)
- 1991–1998: Kent Football League (Division One)
- 1998–2008: Kent Football League (Premier Division)
- 2008–2013: Isthmian League (Division One North)
- 2013–2014: Isthmian League (Premier Division)
- 2014–2017: Isthmian League (Division One North)
- 2017–2018: Isthmian League (Division One South)
- 2018– : Isthmian League (South East Division)

Jednotlivé ročníky
Zdroj: 
Legenda: Z - zápasy, V - výhry, R - remízy, P - porážky, VG - vstřelené góly, OG - obdržené góly, +/- - rozdíl skóre, B - body, červené podbarvení - sestup, zelené podbarvení - postup, fialové podbarvení - reorganizace, změna skupiny či soutěže
| Sezóny  | Liga                                  | Úroveň | Z  | V  | R  | P  | VG  | OG | +/- | B  | Pozice |
| ------- | ------------------------------------- | ------ | -- | -- | -- | -- | --- | -- | --- | -- | ------ |
| 2009/10 | Isthmian League (Division One North)  | 8      | 42 | 20 | 7  | 15 | 67  | 56 | +11 | 67 | 7.     |
| 2010/11 | Isthmian League (Division One North)  | 8      | 40 | 11 | 6  | 23 | 42  | 71 | -29 | 39 | 17.    |
| 2011/12 | Isthmian League (Division One North)  | 8      | 42 | 17 | 7  | 18 | 68  | 71 | -3  | 58 | 10.    |
| 2012/13 | Isthmian League (Division One North)  | 8      | 46 | 28 | 4  | 10 | 85  | 49 | +36 | 88 | 3.     |
| 2013/14 | Isthmian League (Premier Division)    | 7      | 46 | 12 | 10 | 24 | 61  | 90 | -29 | 46 | 22.    |
| 2014/15 | Isthmian League (Division One North)  | 8      | 46 | 16 | 10 | 20 | 61  | 69 | -8  | 58 | 13.    |
| 2015/16 | Isthmian League (Division One North)  | 8      | 46 | 21 | 11 | 14 | 74  | 63 | +11 | 74 | 10.    |
| 2016/17 | Isthmian League (Division One North)  | 8      | 46 | 16 | 6  | 24 | 70  | 78 | -8  | 54 | 17.    |
| 2017/18 | Isthmian League (Division One South)  | 8      | 46 | 20 | 12 | 14 | 103 | 81 | +22 | 72 | 10.    |
| 2018/19 | Isthmian League (South East Division) | 8      | 38 |    |    |    |     |    |     |    |        |